# Уральцевське
Ура́льцевське (рос. Уральцевское) — село у складі Далматовського району Курганської області, Росія. Адміністративний центр Уральцевської сільської ради.
Населення — 400 осіб (2010, 614 у 2002).
Національний склад станом на 2002 рік: росіяни — 90 %.